# Little Giant
Little Giant este un film de comedie american din 1946. În rolurile principale joacă actorii Abbott și Costello.

## Actori
- Bud Abbott — Eddie L. Morrison/T. S. Chandler
- Lou Costello — Benny Miller
- Brenda Joyce — Miss Ruby Burke
- Jacqueline deWit — Hazel Temple Morrison
- George Cleveland — Clarence Goodring
- Elena Verdugo — Martha Hill
- Mary Gordon — Ma Miller